# Arnao de Vergara
Arnao de Vergara (c. 1490-1550) fue un maestro vidriero español. Entre 1525 y 1536 realizó diversas vidrieras para la catedral de Sevilla. Posteriormente se trasladó a Granada, donde realizó otras obras.

## Biografía
Su padre fue el maestro vidriero Arnao de Flandes el Viejo. Podría haber venido de Flandes para establecerse en Burgos, aunque también es posible que viniese de Colonia, Alemania. Tenía su taller en Burgos, aunque también realizó varios trabajos para Ávila y Palencia. Se casó con Inés de Vergara. Su hermano, Nicolás de Vergara el Viejo, también fue vidriero, y el hijo de este, Nicolás de Vergara el Mozo, se dedicó a la misma profesión, estableciéndose en Toledo.
Arnao de Vergara aprendió en el taller paterno el oficio de vidriero y el estilo de las vidrieras flamencas de en torno al 1500. Se trasladó a la colación de Santa María Magdalena de Sevilla en torno a 1525 y, en septiembre de este año, se ofreció al cabildo catedralicio para trabajar ya que, desde la muerte de Juan Jacques en 1520, no se había colocado ninguna vidriera en la catedral. El cabildo le encargó las vidrieras que faltaban en el cimborio, trabajo que terminó en abril de 1526. Pudo vivir holgadamente de su trabajo y, en 1531, contrató a un criado napolitano llamado Antonio Soldán.
Unos años después, su hermano Arnao de Flandes se trasladó también de Burgos a Sevilla y, a partir de 1534, realizaron algunos encargos en colaboración.
Vergara no solamente trabajó como vidriero. En 1532 realizó un contrato de un año con miniaturista granadino Andrés Ramírez para colaborar en la realización de miniaturas para el monasterio de Santa María de las Cuevas y para otros lugares.
Contrató como oficial de su taller de Sevilla a Wyllen van der Score entre marzo y octubre de 1535. En fecha desconocida, contrató como aprendiz a Desiderio Tahelon, al que despidió en 1537. En 1538 contrató como aprendiz a Alonso de Narváez.
En 1536 Vergara presentó un requerimiento al cabildo catedralicio alegando que no estaba recibiendo los materiales acordados para trabajar y que, en caso de no recibirlos, por contrato deberían de haber recibido un ducado de oro diario si, por causa de esto, no trabajasen. Desde hacía cuatro meses, la catedral no les daba ninguna de las dos cosas. El cabildo respondió que Vergara no había cumplido lo acordado ni presentado unas muestras a las que estaba obligado. Esta fue la principal razón por la que Vergara, en desacuerdo, se marchó a Granada, aunque su hermano, Arnao de Flandes, continuó realizando vidrieras para la catedral. En 1537 Vergara se encontraba en Granada y dio un poder jurídico a su hermano para que cobrase lo que le debía el cabildo catedralicio. En 1540 ya figura como vecino de Granada. No obstante, ese año hizo un viaje a Sevilla para pagar a Jerónimo de Herreras nueve cajas de vidrio para vidrieras y para rescindir el contrato de colaboración con su hermano.
Una vez en Granada sabemos que confeccionó muchas obras, desgraciadamente la mayor parte de ellas desaparecidas. Entre 1538 y 1539 trabajó en los vitrales de diferentes estancias de la Casa Real de la Alhambra, lugar en que residía. Más adelante realizó vidrieras para el convento de San Jerónimo y la iglesia de Santa Ana de Granada.

## Obras
Realizó las siguientes obras:
- 1525-1526. La Presentación de la Virgen en el Templo. Cimborio de la catedral de Sevilla.
- 1525-1526. La Visitación. Cimborio de la catedral de Sevilla.
- 1526. La búsqueda de Jesús. Cimborio de la catedral de Sevilla.
- 1526. Jesús entre los doctores. Cimborio de la catedral de Sevilla. A causa de diversas reformas, ya solo quedan pequeños restos de la vidriera original de Vergara.
- 1526. El encuentro de Jesús. Cimborio de la catedral de Sevilla.
- 1532. El escudo del conde de Ureña y el escudo de su esposa. Iglesia de Santa María. Osuna. Desaparecidas.
- 1534. Isaías, Jeremías, Ezequiel y Daniel. Ventanal del lado de la epístola, junto al crucero, de la nave central de la catedral de Sevilla. Desaparecida.
- 1534-1535. Tobías, Zacarías, Balaam y Jonás. Ventanal del lado del evangelio, junto al crucero, de la nave central de la catedral de Sevilla. Desaparecida.
- 1534. La Virgen de la Misericordia amparando con su manto a las Doncellas. Capilla de las Doncellas de la catedral de Sevilla.
- 1535. San Sebastián. Ventanal sobre la puerta de Palos de la catedral de Sevilla.
- C. 1535. Jesús con la cruz a cuestas. Lado de la epístola, en el trasaltar mayor. Reformada en 1552 por Arnao de Flandes aprovechando partes de una vidriera realizada por Vergara hacia 1535.
- 1536-1537. La Asunción de la Virgen. Hastial meridional del crucero de la catedral de Sevilla.
- 1536-1537. San Hermenegildo.Brazo occidental del lado del evangelio crucero, en el crucero de la catedral de Sevilla.
- 1536-1537. Franja con motivos decorativos. Fragmentos aprovechados de una vidriera de Arnao de Vergara.
- 1536-1537. Vidrieras para el monasterio de la Cartuja de Jerez de la Frontera.
- 1538-1539. Vidrieras para los baños y otras dependencias nuevas. La Alhambra. Desaparecidas.
- 1544-1550. Vidrieras blancas sin pintar. Catedral de Granada.
- 1544-1550. La Adoración de los Reyes. Realizada para el convento de San Jerónimo de Granada. Museo de Santa Cruz de Toledo.
- 1547-1549. Vidrieras para las iglesias de Montejícar, Alhendín y Gójar.
- 1547. Vidrieras para la iglesia de Santa Ana. Granada. Desaparecidas.